# Gitte Naur
Gitte Naur (født 19. april 1960) er en dansk sanger, der er kendt fra 80'er-bandsene Tøsedrengene og News.
I 1980 stiftede hun sammen med Anne Dorte Michelsen gruppen Sødsuppe. Begge sangerinder trådte sammen ind i Tøsedrengene i 1981 efter gruppens 2. album Tiden står stille, hvor de havde medvirket som korsangere, men allerede senere på året forlod Naur bandet igen. Herefter var hun blandt stifterne af News, hvor hun frem til 1984 var forsanger. Hun blev afløst af Søs Fenger.
Siden har hun medvirket i flere kabareter og musicals. I 1991 stiftede hun sammen med Anne Dorte Michelsen gruppen Venter på far.